# Love and Rockets (banda)
Love and Rockets fue una banda de rock alternativo inglesa formada en 1985 por los exmiembros de la banda Bauhaus Daniel Ash (voz, guitarra y saxofón), David J (bajo y voz) y Kevin Haskins (batería y sintetizadores) después de su separación en 1983. Ash y Haskins habían colaborado previamente en la banda Tones on Tail entre 1982 y 1984. La fusión de rock underground con elementos de música de pop hicieron de Love and Rockets un catalizador temprano para el rock alternativo. Publicaron siete álbumes de estudio antes de separarse en 1999 y se reunirían brevemente en 2007 para unos cuantos conciertos en vivo, para separarse definitivamente en 2009.
Quizás su éxito más conocido es la canción "So Alive" de 1989, la cual logró alcanzar el número 3 en la lista Billboard Hot 100.

## Historia
El nombre de la banda está inspirado en la serie de cómics Love and Rockets creada por Jaime y Gilbert Hernández. Gilbert más tarde hablaría acerca de la confusión que esto causó en su libro Love and Rockets X, debido a que varias bandas se llamaron "Love and Rockets" en ese periodo de tiempo.
A pesar del estatus de Bauhaus como iconos del rock gótico, Love and Rockets se decantó por sonidos ligeramente más brillantes y orientados al pop, como demostraron en su primer éxito menor, la versión del clásico Motown "Ball of Confusion". Su primer álbum de estudio, Seventh Dream of Teenage Heaven de 1985, fue un ejemplo temprano de rock alternativo, combinado con Post-Punk y con toques psicodélicos. Su segundo álbum, Express de 1986, sigue en la misma vena, añadiendo aún más de sentimiento pop a la mezcla. Este álbum incluye el éxito bailable "Yin and Yang (The Flowerpot Man)". Su siguiente álbum, Earth, Sun, Moon de 1987, tuvo un sonido más acústico y engendró el éxito "No New Tale to Tell". Al año siguiente,  publican el sencillo "The Bubblemen Are Coming" bajo el alias de The Bubblemen.

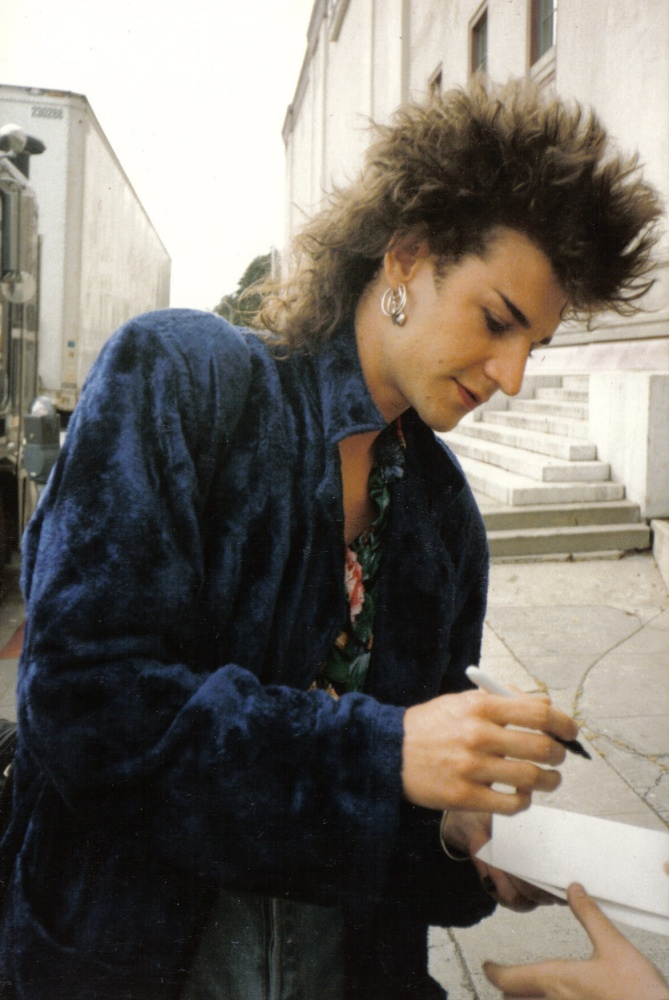
Daniel Ash en 1986, en Oakland, California

En 1989 la banda publica su álbum homónimo, el cual presentó un más sonido más orientado al rock. El segundo sencillo del álbum fue "So Alive", la cual es una canción inspirada en el grupo T. Rex, y se convertiría en su éxito más grande, logrando el número 3 en la lista Billboard Hot 100, un logro que ningún artista o banda relacionada con Bauhaus ha conseguido antes o desde entonces.

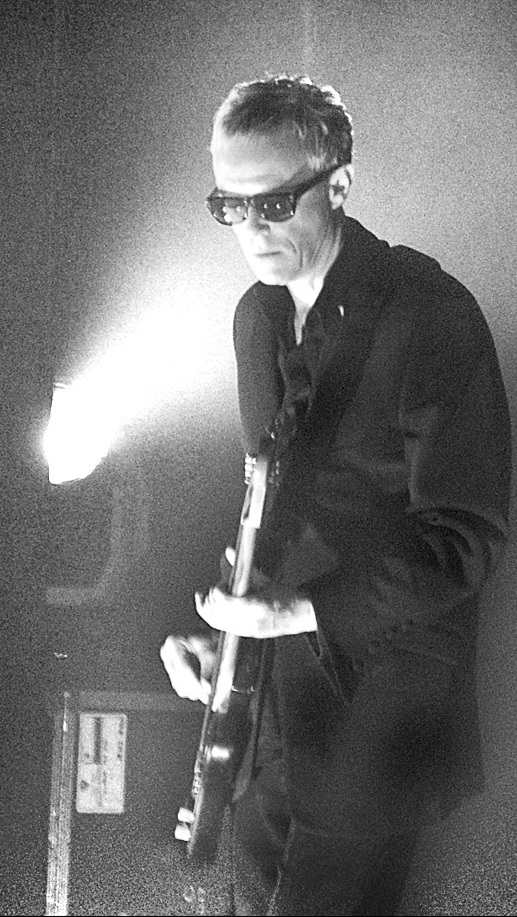
David J, cofundador de la banda en el bajo, retratado en 2006

Después de una agotadora gira de apoyo para su gran éxito, Love and Rockets tomó unos años de descanso antes de regresar al estudio. El resultado fue un cambio a un sonido electrónico que tuvo más en común con el grupo The Orb que con sus raíces rock o goth. Su discográfica, RCA Records, los despediría, para después firmar con la discográfica American Recordings, propiedad de Rick Rubin. En American Recordings publican Hot Trip to Heaven en 1994, seguido en 1996 por Sweet F.A.. En abril de 1995, durante las sesiones de grabación de Sweet F.A., sucede un incendio en la casa propiedad de American Recordings, donde la banda vivía y realizaba las grabaciones. Todos de los miembros de la banda saldrían ilesos, pero su amigo Genesis P. Orridge de la banda Psychic TV, el cual se encontraba de visita, resultó herido mientras escapaba del fuego. La banda perdería todo su equipo (una foto de una guitarra quemada fue utilizada para la cubierta del álbum Sweet F.A.) además de meses de trabajo del álbum. Habría una larga batalla legal entre la banda, su discográfica y la compañía de seguros de la discográfica. Los miembros de Love and Rockets resultaron no responsables del incendio, pero la demanda los dejaría con una gran factura de gastos legales. El álbum Lift sería publicado en 1998 en el sello Red Ant Records, y la banda se desintegraría en 1999.
Love and Rockets anunciaría en octubre de 2007 mediante su página de MySpace que se reunirían para interpretar una canción en "Cast a Long Shadow", como tributo a Joe Strummer y en beneficio para Strummerville, nombre de la fundación de Joe Strummer para Música Nueva, el 22 de diciembre de 2007 en el Club Key en West Hollywood, California. Interpretarían una versión de "Should I Stay or Should I Go" de The Clash, tocándola en un par de ocasiones, y en la segunda vez invitando a miembros de la audiencia a subir al escenario a cantarla con ellos. El 27 de abril de 2008 participan en el Festival de Música y Artes de Coachella Valley y también en el Festival Lollapalooza el 3 de agosto de 2008 en Chicago.
En una entrevista en junio de 2009, Daniel Ash declaró enfáticamente que no tenía planes para tocar con Love and Rockets. " Hemos trabajado juntos desde 1980. Realmente quiero trabajo con personas nuevas, estoy seguro que todo el mundo siente lo mismo."
El 18 de agosto de 2009 se publica un álbum tributo llamado New Tales to Tell: A Tribute to Love & Rockets el cual contiene contribuciones de The Flaming Lips, Frank Black, Puscifer, A Place to Bury Strangers, Film School, Better Than Ezra, Johnny Dowd, The Dandy Warhols, Blaqk Audio, The Stone Foxes y Monster Magnet.

## Discografía
Álbumes de estudio
- Seventh Dream of Teenage Heaven (1985)
- Express (1986)
- Earth, Sun, Moon (1987)
- Love and Rockets (1989)
- Hot Trip to Heaven (1994)
- Sweet F.A. (1996)
- Lift (1998)